# 국세환급금
국세환급금은 종합소득세나 부가가치세등의 세금을 납세자가 내야될 세액보다 더 많이 냈을 때 받을 수 있는 환급금이다. 국세청에서 운영한다.

## 설명
국세환급금은 근로장려금이나 자녀장려금을 신청했을 때도 소액이 발생하며 소멸시효는 5년이 된다. 국세환급금의 조회는 국세청에서 운영하는 앱인 홈택스, 정부24, 손택스에서 조회가 가능하며 [조회/발급], [세금 납부], [국세환급금 조회]를 통하여 납세자가 받을 수 있는 국세환급금의 금액을 자세히 확인할 수 있다. 소멸시효인 5년까지 납세자가 환급받지않으면 국고로 환수되며 우편이나 통지서를 통해 납세자한테 알려주기도 한다. 

## 같이 보기
- 세금
- 국세청